# Consulado (estación)
Consulado es una de las estaciones que forman parte del Metro de la Ciudad de México, es la correspondencia de la Línea 4 y la Línea 5. Se ubica al norte de la Ciudad de México, en el límite de las alcaldías Venustiano Carranza y Gustavo A. Madero.

## Información general

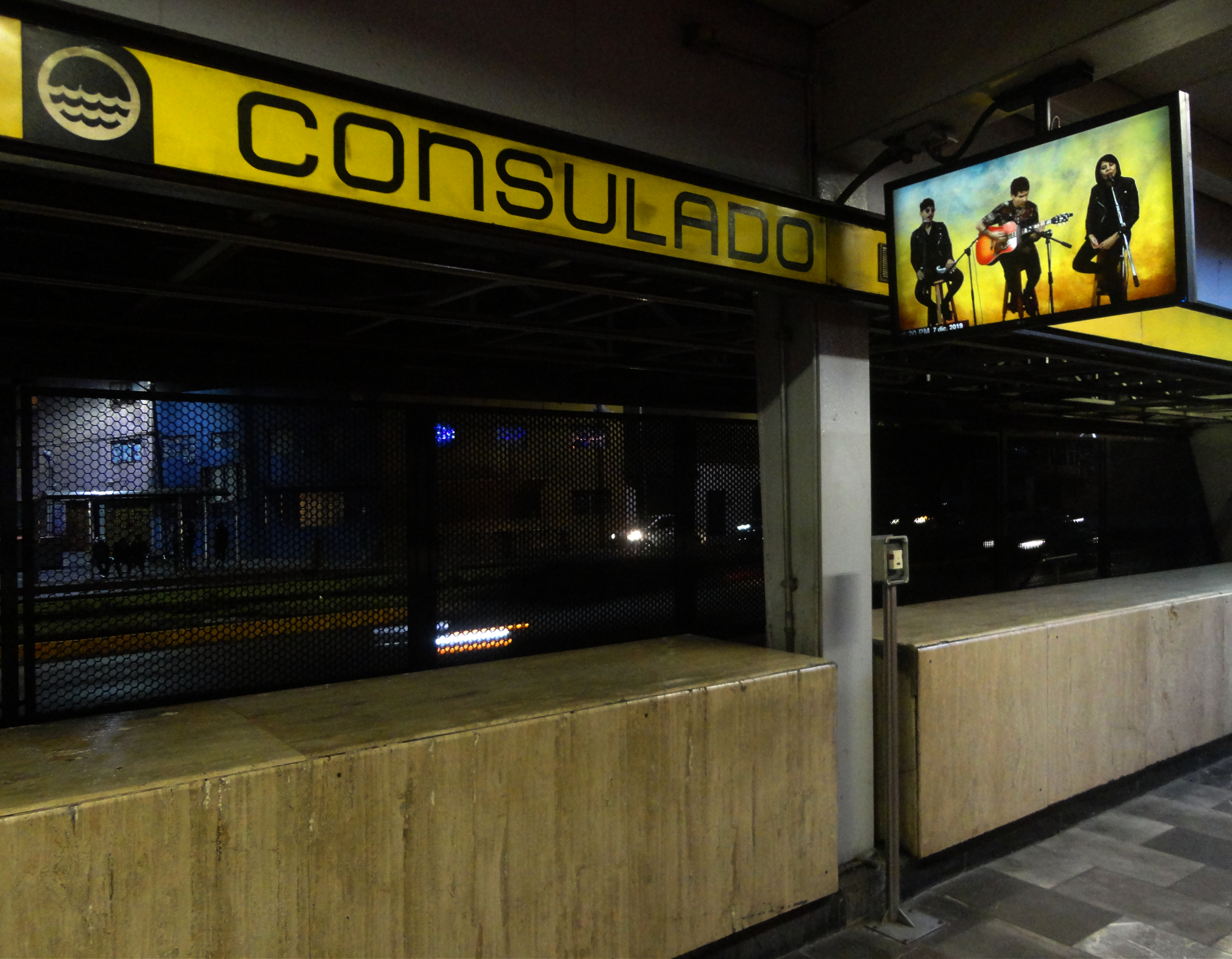
Estación Consulado, Línea 5.

Debe su nombre a estar situada en la avenida Río Consulado, nombrada así, por haber sido construida en el cauce del antiguo río del mismo nombre, que fue entubado y corre bajo la avenida. Por eso el isotipo de la estación es el corte transversal de un tubo que conduce agua, simbolizando al río entubado.
Esta estación funcionó durante un breve tiempo como terminal de la línea 5 desde su inauguración en diciembre de 1981, hasta que en julio de 1982 fue ampliada a La Raza. Esta estación, al ser de correspondencia, cuenta con una vía de servicio que conecta ambas líneas, cuya característica especial es que las une exteriormente por medio de una rampa totalmente visible, siendo la primera conexión de este tipo. La segunda esta en la correspondencia de Oceanía, la cual también se encuentra en la Línea 5.

### Afluencia
En 2014, Consulado se convirtió en la 12.º estación con menor afluencia en la red, registrando solo 18,666 pasajeros en día laborable, contabilizados en la Línea 4, y 20,519 usuarios en la Línea 5.
Y así se ha visto la afluencia de la estación (por línea) en los últimos 10 años:
| Afluencia Anual de Pasajeros (Línea 4) | Afluencia Anual de Pasajeros (Línea 4) | Afluencia Anual de Pasajeros (Línea 4) | Afluencia Anual de Pasajeros (Línea 4) | Afluencia Anual de Pasajeros (Línea 4) | Afluencia Anual de Pasajeros (Línea 4) |
| -------------------------------------- | -------------------------------------- | -------------------------------------- | -------------------------------------- | -------------------------------------- | -------------------------------------- |
| Año                                    | Afluencia                              | A Diario                               | Ranking Anual                          | Aumento%                               | Ref.                                   |
| 2024                                   | -                                      | -                                      | -                                      | -                                      |                                        |
| 2023                                   | 1,131,202                              | 3,099                                  | 175°/195                               | +7.21%                                 | [ 3 ]                                  |
| 2022                                   | 1,055,140                              | 2,890                                  | 172°/175                               | +39.33%                                | [ 4 ]                                  |
| 2021                                   | 757,318                                | 2,074                                  | 185°/195                               | -14.44%                                | [ 5 ]                                  |
| 2020                                   | 885,105                                | 2,418                                  | 188°/195                               | -44.98%                                | [ 6 ]                                  |
| 2019                                   | 1,608,777                              | 4,407                                  | 190°/195                               | -0.98%                                 | [ 7 ]                                  |
| 2018                                   | 1,624,724                              | 4,451                                  | 190°/195                               | +2.20%                                 | [ 8 ]                                  |
| 2017                                   | 1,589,728                              | 4,355                                  | 190°/195                               | +0.22%                                 | [ 9 ]                                  |
| 2016                                   | 1,586,182                              | 4,333                                  | 189°/195                               | -2.38%                                 | [ 10 ]                                 |
| 2015                                   | 1,624,899                              | 4,451                                  | 181°/195                               | -0.52%                                 | [ 11 ]                                 |

| Afluencia Anual de Pasajeros (Línea 5) | Afluencia Anual de Pasajeros (Línea 5) | Afluencia Anual de Pasajeros (Línea 5) | Afluencia Anual de Pasajeros (Línea 5) | Afluencia Anual de Pasajeros (Línea 5) | Afluencia Anual de Pasajeros (Línea 5) |
| -------------------------------------- | -------------------------------------- | -------------------------------------- | -------------------------------------- | -------------------------------------- | -------------------------------------- |
| Año                                    | Afluencia                              | A Diario                               | Ranking Anual                          | Aumento%                               | Ref.                                   |
| 2024                                   | -                                      | -                                      | -                                      | -                                      |                                        |
| 2023                                   | 1,686,931                              | 4,621                                  | 166°/195                               | +9.76%                                 | [ 3 ]                                  |
| 2022                                   | 1,536,917                              | 4,210                                  | 166°/175                               | +26.61%                                | [ 12 ]                                 |
| 2021                                   | 1,213,863                              | 3,325                                  | 165°/195                               | -5.27%                                 | [ 13 ]                                 |
| 2020                                   | 1,281,437                              | 3,501                                  | 178°/195                               | -28.79%                                | [ 14 ]                                 |
| 2019                                   | 1,799,522                              | 4,930                                  | 187°/195                               | -0.36%                                 | [ 15 ]                                 |
| 2018                                   | 1,806,039                              | 4,948                                  | 188°/195                               | +1.67%                                 | [ 16 ]                                 |
| 2017                                   | 1,776,427                              | 4,866                                  | 187°/195                               | -1.51%                                 | [ 17 ]                                 |
| 2016                                   | 1,803,613                              | 4,927                                  | 187°/195                               | -3.67%                                 | [ 18 ]                                 |
| 2015                                   | 1,872,353                              | 5,129                                  | 178°/195                               | +2.49%                                 | [ 19 ]                                 |

## Conectividad

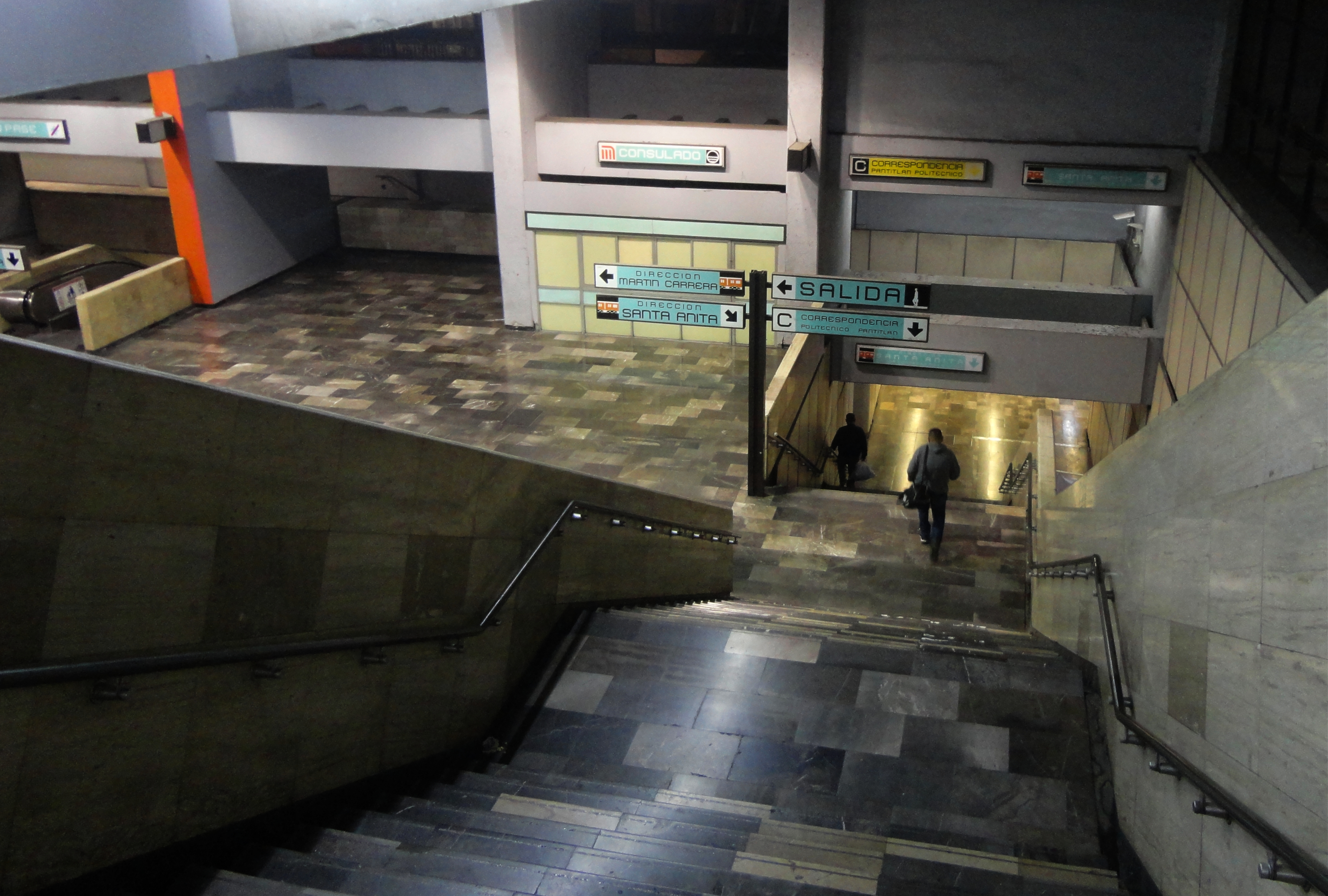
Pasillos de la estación.

### Salidas
- Por Línea 4 al oriente: Eje 2 Oriente Avenida H. Congreso de la Unión esquina Oriente 87, Colonia Mártires de Río Blanco.
- Por Línea 4 al poniente: Eje 2 Oriente Avenida H. Congreso de la Unión esquina Oriente 85, Colonia Mártires de Río Blanco.
- Por Línea 5 al norte: Circuito Interior Avenida Río Consulado y Norte 64-A, Colonia 7 de Noviembre.
- Por Línea 5 al sur: Circuito Interior Avenida Río Consulado y Calle Cuarzo, Colonia Felipe Ángeles.

### Conexiones
Existen conexiones con las estaciones y paradas de diversos sistemas de transporte:
- Algunas rutas de la RTP.

## Sitios de interés
- Deportivo Plutarco Elías Calles.
- Hospital Materno Infantil de Inguarán.